# Sevibus Wrocław
Sevibus – firma powstała w 2008 roku, swoją siedzibę ma we Wrocławiu, obsługuje połączenia autobusów miejskich i podmiejskich w aglomeracji wrocławskiej oraz świadczy inne usługi dla branży motoryzacyjnej
W latach 2008−2012 spółka w konsorcjum z Bus Marco Polo Wratislavia 1992 obsługiwała kursy linii w gminie Kobierzyce. Z tym samym partnerem powróciła do tego zadania w 2018 roku w ramach zawartej na 10 lat umowy; w tym celu spółki zakupiły 12 autobusów Autosan Sancity (6 12-metrowych i 6 10-metrowych).
Od 2010 do 2014 roku Sevibus w konsorcjum z Socibus obsługiwał linie strefowe do gminy Długołęka.
Przewoźnik w latach 2013–2016 samodzielnie obsługiwał połączenia linii gminnych gminy Czernica. Wcześniej obsługiwał w tej gminie linie strefowe w konsorcjum z Bus Marco Polo Wratislavia 1992.
Sevibus wielokrotnie obsługiwał połączenia w konsorcjum z Dolnośląskimi Liniami Autobusowymi, miało to miejsce:
- od września 2012 r. do lutego 2019 r. - linie strefowe do Siechnic[9][10][11][12],
- w latach 2013–2016 – linie strefowe w gminie Miękinia[13],
- od 26 marca 2014 do 2017 r. - linie strefowe do gminy Wisznia Mała[14]; następnie do 5 lipca 2020 roku samodzielnie[15][16][17],
- w latach 2014–2017 – linie strefowe w gminie Długołęka[18].

Firma na przestrzeni lat uruchamiała również kursy linii komercyjnych na terenie aglomeracji wrocławskiej.
Przedsiębiorstwo w latach 2008–2013 istniało jako Sevibus Sp. z o.o., jednak była to spółka komandytowo-akcyjna; następnie od 2013 r. pod nazwą Sevibus jako spółka akcyjna, a w 2020r. nastąpiło zarejestrowanie jej jako spółki z ograniczoną odpowiedzialnością.

## Obsługiwane linie

### Linie obsługiwane wGminie Kobierzyce
- 812 – Wrocław Krzyki – Kobierzyce
- 852 – Wrocław Krzyki – Chrzanów – Małuszów – Wrocław Krzyki
- 852A - Wrocław Krzyki - Małuszów - Chrzanów - Wrocław Krzyki
- 862 – Wrocław Dworzec Gł. – Solna
- 862R - Wrocław Dworzec Gł. - Kobierzyce Witosa[a]
- 872 – Wrocław Krzyki – Tyńczyk
- 882 – Wrocław Krzyki – Pustków
- 892 – Wrocław Krzyki – Księginice – Owsianka – Tyniec Mały – Wrocław Krzyki
- 892A - Wrocław Krzyki - Tyniec Mały - Owsianka - Księginice - Wrocław Krzyki
- N62 – Wrocław Dworzec Gł. - Solna

(wykaz linii aktualny na 12.05.2021 r.)

## Tabor
Sevibus dysponuje autobusami: 
- Autosan H7-20 „Solina”
- Autosan A1012T Lider
- MAN NL 202
- MAN A20
- SOR CN 8,5
- SOR BN 9,5
- SOR BN 12
- SOR CN 12[24]